# Krötenbach (Näßlichbach)
Der Krötenbach ist ein rechter Zufluss des Näßlichbachs im Main-Kinzig-Kreis im hessischen Spessart.

## Geographie

### Verlauf
Der Krötenbach entspringt südlich von Waldrode am Junkernberg (326 m). Er verläuft zunächst in nördliche Richtung, knickt dann bei Waldrode nach Nordwesten ab und durchfließt den Krötenweiher. Der Krötenbach verläuft von dort südwestwärts nach Horbach, wo er in den Näßlichbach mündet.

### Zuflüsse
- Saure Grund[3] (rechts)

### Flusssystem Kinzig
- Liste der Fließgewässer im Flusssystem Kinzig (Main)